# Pic à tête pâle
Celeus lugubris
Espèce
Statut de conservation UICN

 LC  : Préoccupation mineure
Le Pic à tête pâle (Celeus lugubris) est une espèce d'oiseau appartenant à la famille des Picidae.

## Description

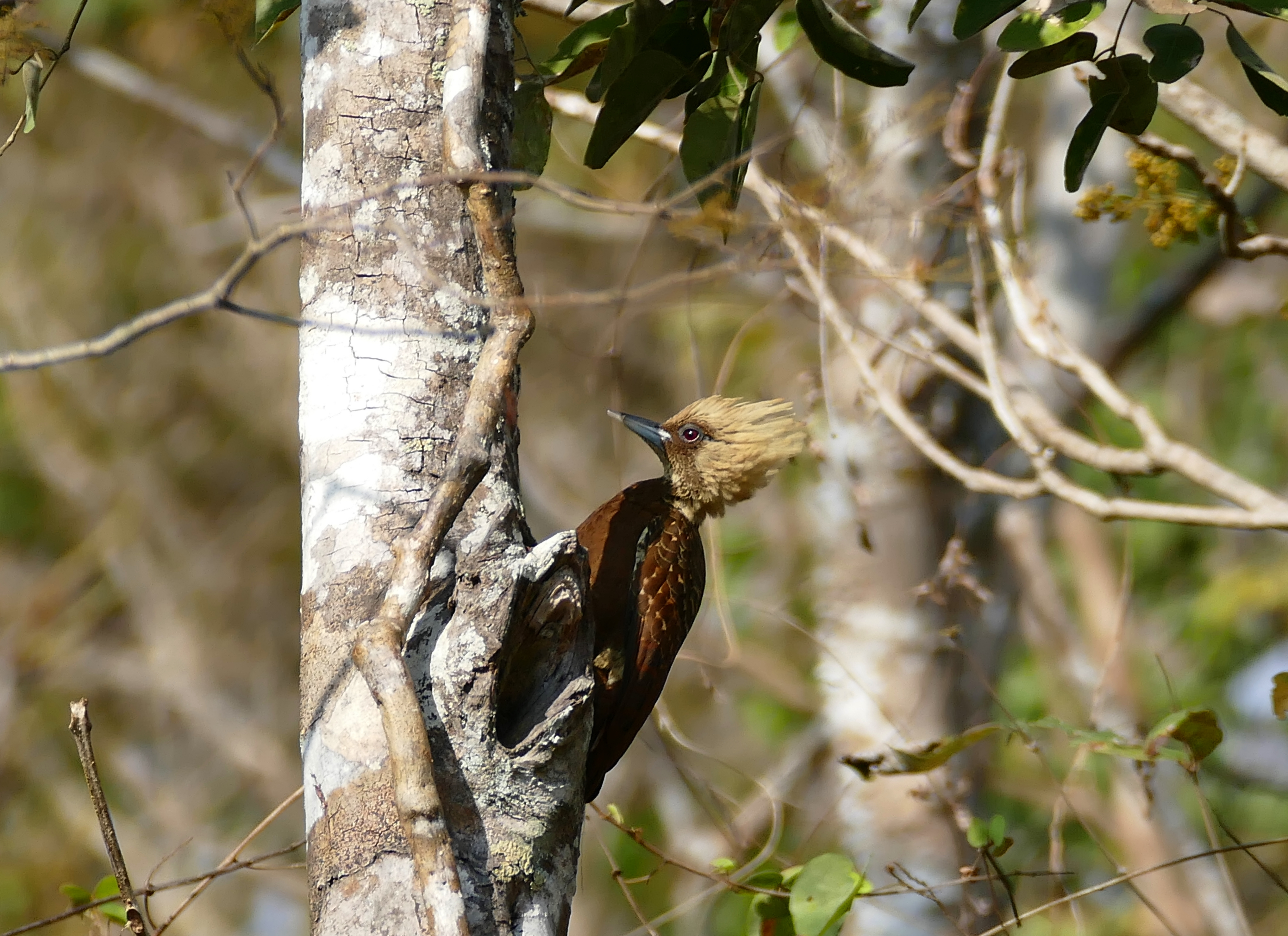
Pic à tête pâle ♀ (Mato Grosso, Brésil)